# Liste des gratte-ciel de Moscou
Depuis la construction des Sept Sœurs de Moscou entre 1952 et 1955, de nombreux immeubles d'au moins 100 mètres de hauteur ont été construits à Moscou en Russie.

## Bâtiments de plus de 100 mètres

### Bâtiments construits

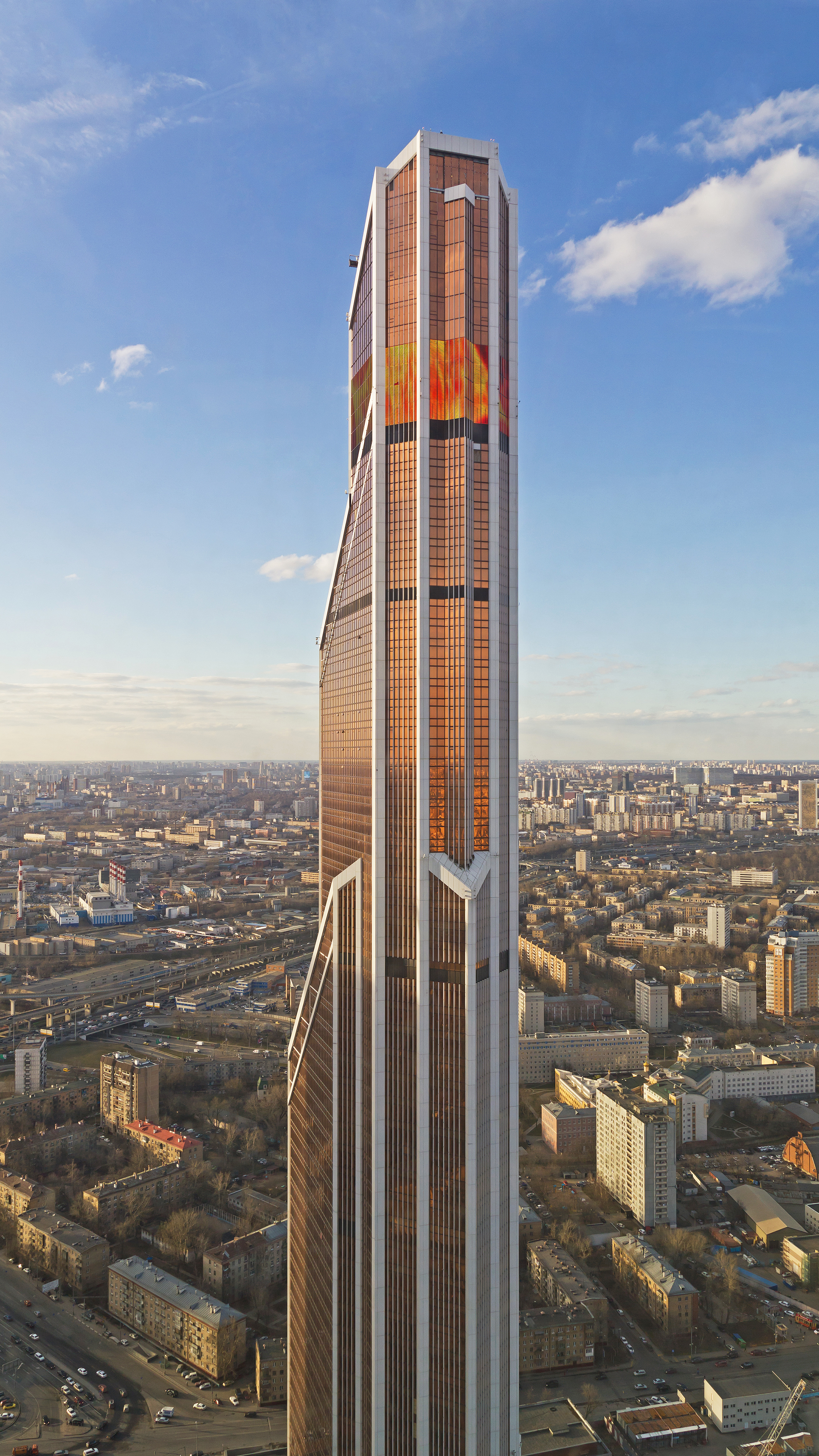
Mercury City

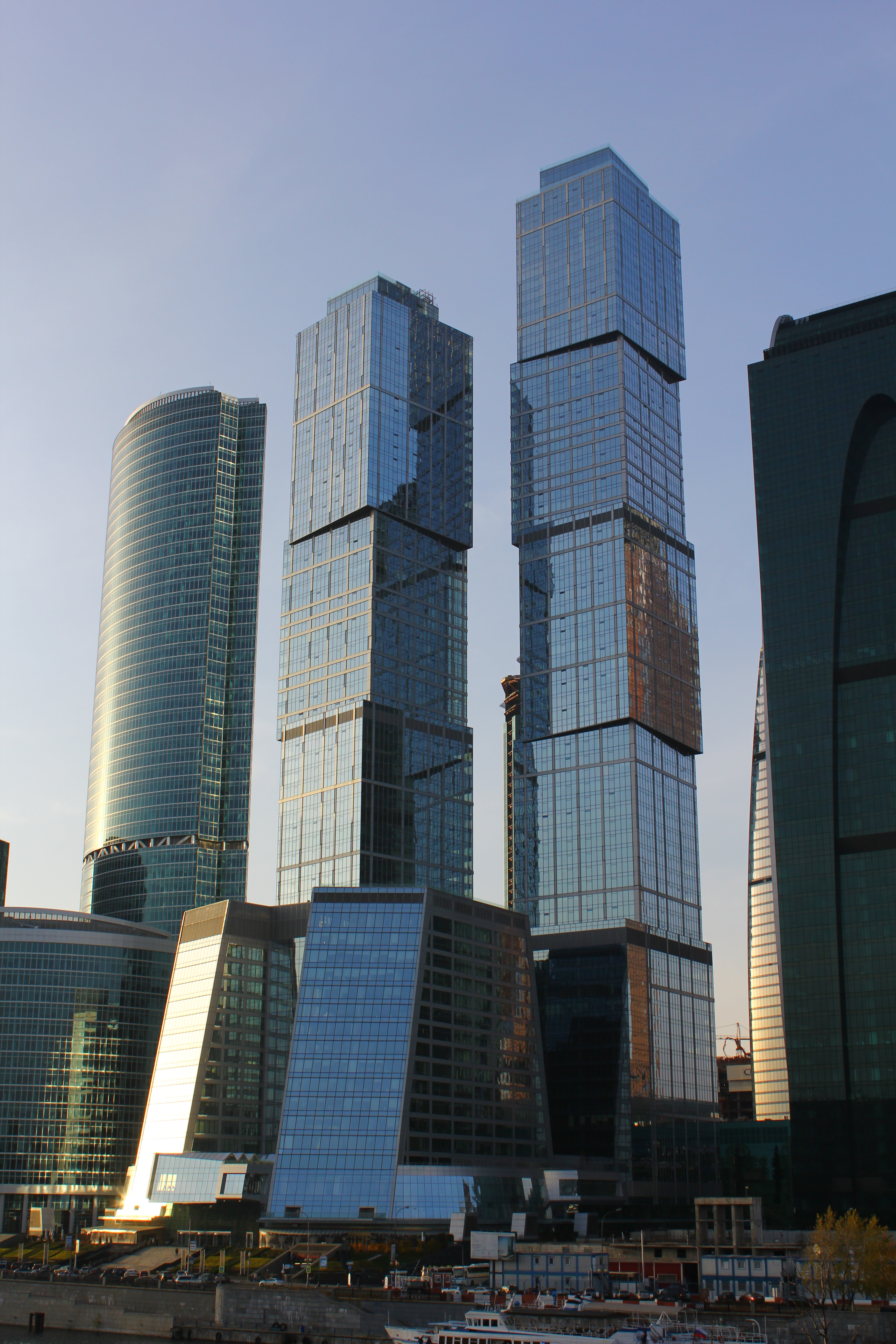
Tours Capital City Moscow et St. Petersburg devant la Tour Naberejnaïa

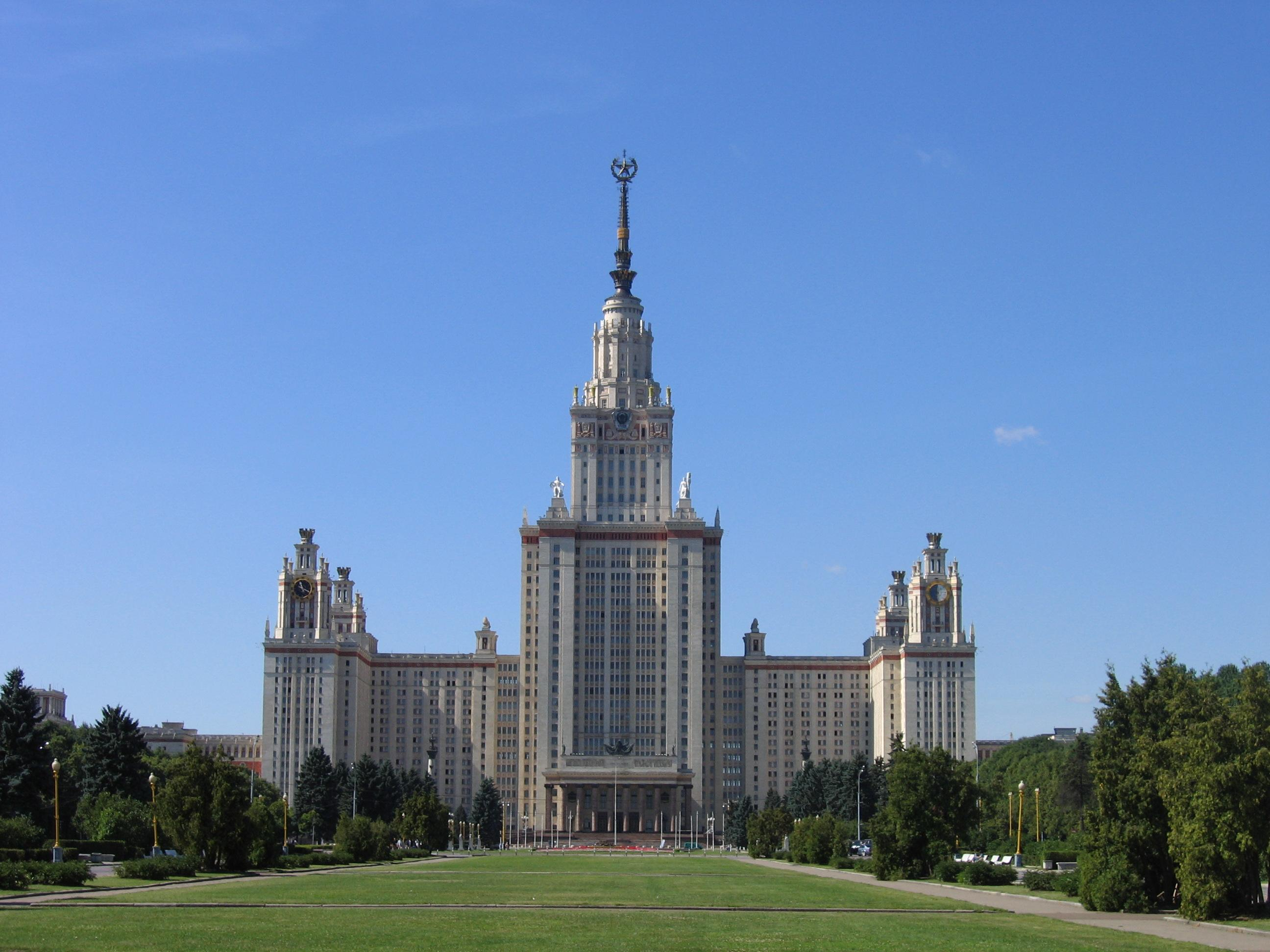
Université d'État de Moscou

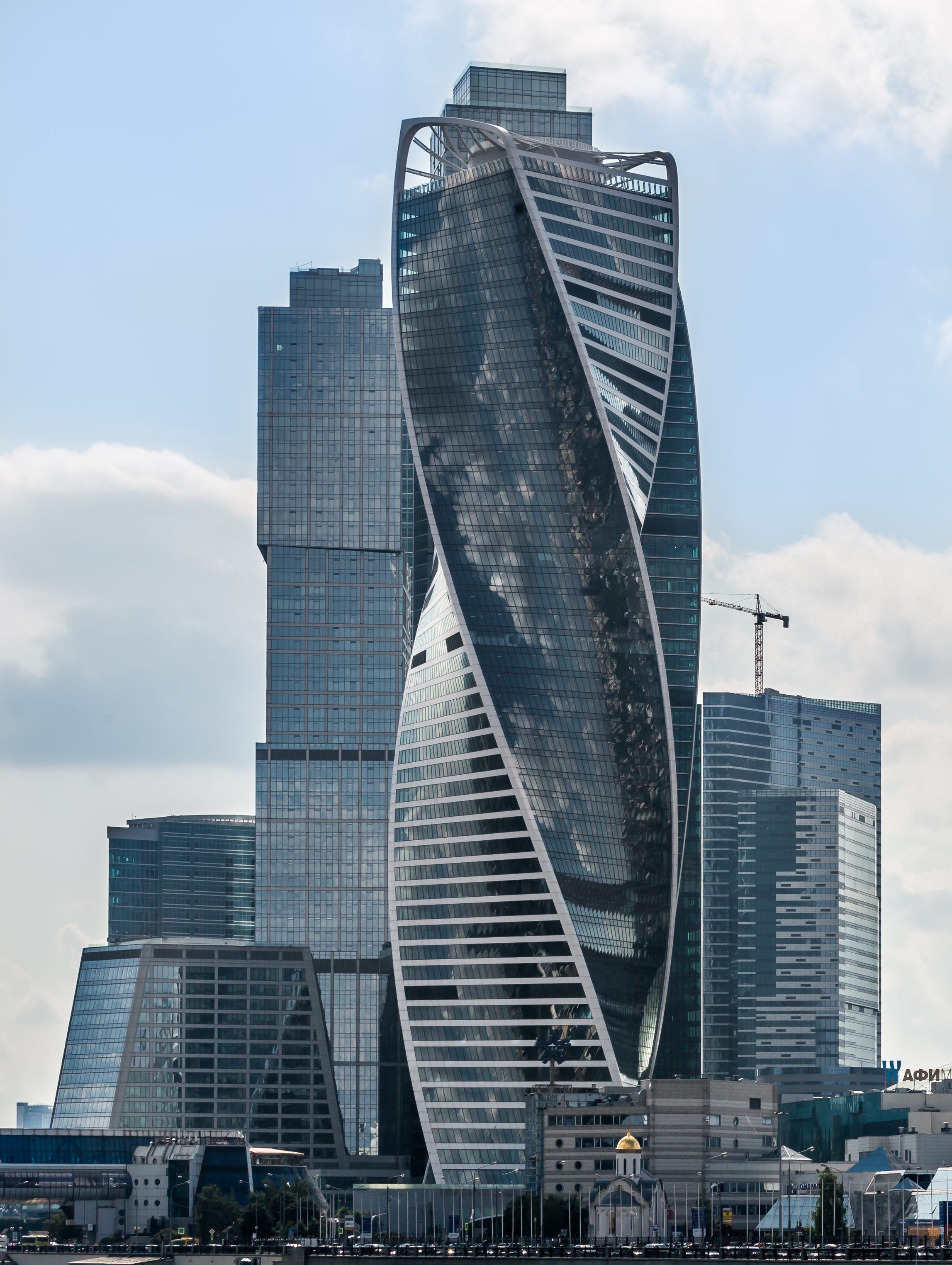
Evolution Tower

Les bâtiments ayant été le plus haut de Moscou au moment de leur achèvement sont en gras.
| Rang | Nom                                                | Année | Utilisation    | Hauteur (m) | Étages | Localisation |
| ---- | -------------------------------------------------- | ----- | -------------- | ----------- | ------ | ------------ |
| 1    | Vostok                                             | 2016  | Bureaux        | 374         | 95     | Moskva-City  |
| 2    | OKO Apartment Tower                                | 2015  | Bureaux        | 352         | 85     | Moskva-City  |
| 3    | Mercury City                                       | 2013  | Mixte          | 339         | 75     | Moskva-City  |
| 4    | Eurasia Tower                                      | 2014  | Mixte          | 309         | 67     | Moskva-City  |
| 5    | Capital City Moscow Tower                          | 2010  | Logements      | 302         | 76     | Moskva-City  |
| 6    | Tour Naberezhnaya C                                | 2007  | Bureaux        | 268         | 61     | Moskva-City  |
| 7    | Palais du Triomphe                                 | 2005  | Logements      | 264         | 57     | -            |
| 8    | Capital City St. Petersburg Tower                  | 2010  | Logements      | 257         | 65     | Moskva-City  |
| 9    | Evolution Tower                                    | 2015  | Bureaux        | 246         | 55     | Moskva-City  |
| 10   | OKO - Office Tower                                 | 2014  | Bureaux        | 245         | 49     | Moskva-City  |
| 11   | Zapad                                              | 2008  | Mixte          | 242         | 61     | Moskva-City  |
| 12   | Université d'État de Moscou                        | 1953  | Université     | 240         | 36     | -            |
| 13   | Imperia Tower                                      | 2011  | Mixte          | 239         | 60     | Moskva-City  |
| 14   | Tour de Mosfilmovskaya Block 1                     | 2012  | Logements      | 213         | 53     | -            |
| 15   | Hôtel Ukraine                                      | 1955  | Hôtel          | 198         | 34     | -            |
| 16   | Tricolor 1                                         | 2014  | Logements      | 192         | 56     | -            |
| 16   | Tricolor 2                                         | 2015  | Logements      | 192         | 56     | -            |
| 18   | Tour Continental                                   | 2011  | Logements      | 191         | 53     | -            |
| 19   | Vorobiovy Gory II                                  | 2004  | Logements      | 188         | 49     | -            |
| 20   | Edelweiss                                          | 2003  | Logements      | 176         | 43     | -            |
| 20   | Aliye Parusa 2                                     | 2003  | Logements      | 176         | 48     | -            |
| 22   | Immeuble d'habitation de la berge Kotelnitcheskaïa | 1952  | Logements      | 176         | 32     | -            |
| 23   | Ministère des Affaires étrangères                  | 1953  | Administration | 172         | 27     | -            |
| 23   | Nordstar Tower                                     | 2009  | Logements      | 172         | 40     | -            |
| 25   | Immeuble d'habitation de la place Koudrine         | 1954  | Logements      | 160         | 22     | -            |
| 26   | Hôtel Léningrad                                    | 1953  | Hôtel          | 136         | 26     | -            |
| 27   | Tour du ministère soviétique de l'industrie lourde | 1953  | Bureaux        | 133         | 24     | -            |

### Bâtiments en construction
| Nom                 | Utilisation | Hauteur (m) | Localisation | Statut          | Date de livraison prévue |
| ------------------- | ----------- | ----------- | ------------ | --------------- | ------------------------ |
| OKO Apartment Tower | Logements   | 352         | Moskva-City  | En construction | 2015                     |
| ST Tower 1          | Logements   | 287         | Moskva-City  | En construction | 2016                     |
| ST Tower 2          | Logements   | 287         | Moskva-City  | En construction | 2016                     |
| Grand City Moscow   | Logements   | 283         | Moskva-City  | En construction | ?                        |
| Mirax Plaza 1       | Mixte       | 193         | -            | En construction | 2015                     |
| Tricolor 2          | Logements   | 192         | -            | En construction | 2015                     |